# Pterochilus scripticeps
Pterochilus scripticeps är en stekelart som först beskrevs av Cameron.  Pterochilus scripticeps ingår i släktet Pterochilus och familjen Eumenidae. Inga underarter finns listade i Catalogue of Life.